# Maciej Bierwagen
Maciej Bierwagen (ur. 14 czerwca 1969 w Bydgoszczy) – polski piłkarz występujący na pozycji obrońcy, neurochirurg.

## Życiorys
Jest wychowankiem Zawiszy Bydgoszcz. W 1986 roku zdobył wraz z klubem wicemistrzostwo Polski juniorów (U-19). W 1988 roku został wcielony do pierwszej drużyny Zawiszy. Zadebiutował w niej 29 kwietnia 1989 roku w wygranym 5:0 meczu przeciwko Piastowi Gliwice, kiedy to w 82 minucie zmienił Mariusza Modrackiego. W sezonie 1988/1989 wywalczył z Zawiszą awans do I ligi.
W I lidze zadebiutował 25 sierpnia 1990 roku w wygranym 3:0 meczu z Zagłębiem Sosnowiec. W tym samym sezonie jego klub dotarł do półfinału Pucharu Polski. Ogółem w barwach Zawiszy rozegrał 20 meczów w I lidze. W 1993 roku zakończył karierę piłkarską.
Jeszcze w trakcie trwania kariery podjął studia medyczne. W 1995 roku ukończył studia na Wydziale Lekarskim Akademii Medycznej w Bydgoszczy. W 2001 roku uzyskał stopień doktora nauk medycznych, zaś dwa lata później – II stopień specjalizacji z neurochirurgii. Pracował w Szpitalu Uniwersyteckim nr 2 w Bydgoszczy, Wojewódzkim Szpital Zespolonym w Toruniu, Nowym Szpitalu w Wąbrzeźnie i Szpitalu Powiatowym w Wyrzysku. W latach 2016–2017 był kierownikiem Oddziału Neurochirurgicznego Wojewódzkiego Szpitala Zespolonego w Koninie. Wykładał ponadto na Collegium Medicum Uniwersytetu Mikołaja Kopernika.

## Życie prywatne
Jest żonaty z Moniką, ma dwoje dzieci. Jego synem jest koszykarz Mateusz.

## Statystyki ligowe
| Sezon     | Klub              | Liga    | Mecze | Gole |
| --------- | ----------------- | ------- | ----- | ---- |
| 1988/1989 | Zawisza Bydgoszcz | II liga | 1     | 0    |
| 1989/1990 | Zawisza Bydgoszcz | I liga  | 0     | 0    |
| 1990/1991 | Zawisza Bydgoszcz | I liga  | 11    | 0    |
| 1991/1992 | Zawisza Bydgoszcz | I liga  | 3     | 0    |
| 1992/1993 | Zawisza Bydgoszcz | I liga  | 6     | 0    |